# Drosophila kilimanjarica
Drosophila kilimanjarica är en tvåvingeart som beskrevs av Lachaise och Chassagnard 2001. Drosophila kilimanjarica ingår i släktet Drosophila och familjen daggflugor.
Artens utbredningsområde är Tanzania.